# قائمة الدول الأكثر نشرا للكتب
هذه الدراسة أصدرتها منظمة اليونسكو سنة 2011 عن أكثر الدول نشرا للكتاب وتأتي الولايات المتحدة في الصدارة وتشمل الدراسة جميع أنواع الكتاب وفي شتى المجالات

## قائمة الدول حسباليونسكو
1. الصين أصدرت 440,000 كتابا عام 2013
2. الولايات المتحدة أصدرت 304,912 كتابا أغلبها بالإنجليزية
3. المملكة المتحدة أصدرت 149,800 كتاب
4. روسيا أصدرت 116,888 كتاب
5. الهند أصدرت 82,537 منها 21,370 باللغة الهندية
6. ألمانيا أصدرت 82,048 كتاب
7. اليابان أصدرت 78,349 كتاب
8. إيران أصدرت 65,000 كتاب أغلبها بالفارسية والأذرية
9. إسبانيا أصدرت 44,000
10. تركيا أصدرت 43,100 كتاب
11. فرنسا أصدرت 41,902
12. إيطاليا أصدرت 39,898
13. كوريا الجنوبية أصدرت 39,767
14. بولندا أصدرت 31,500
15. تايوان أصدرت 28,084
16. الأرجنتين أصدرت 26,367
17. فيتنام أصدرت 24,589
18. إندونيسيا أصدرت 24,000
19. البرازيل أصدرت 20,792
20. كندا أصدرت 19,900
21. ماليزيا أصدرت 17,923
22. رومانيا أصدرت 14,984
23. أوكرانيا أصدرت 14,790
24. هونغ كونغ أصدرت 14,603
25. بلجيكا أصدرت 13,913
26. فنلندا أصدرت 13,656
27. تايلاند أصدرت 13,607
28. بيلاروسيا أصدرت 12,885
29. الدنمارك أصدرت 12,352
30. كولومبيا أصدرت 12,334
31. سويسرا أصدرت 12,156
32. سنغافورة أصدرت 12,000
33. المجر أصدرت 11,645
34. هولندا أصدرت 11,500
35. التشيك أصدرت 10,244
36. سلوفاكيا أصدرت 9,400
37. مصر أصدرت 9,022
38. أستراليا أصدرت 8,602
39. النمسا أصدرت 8,056
40. البرتغال أصدرت 7,868
41. المكسيك أصدرت 7,815
42. إسرائيل أصدرت 6,866
43. اليونان أصدرت 6,826
44. تشيلي أصدرت 5,641
45. جنوب أفريقيا أصدرت 5,418
46. سريلانكا أصدرت 4,115
47. البيرو أصدرت 4,101
48. السويد أصدرت 4,074
49. السعودية أصدرت 3,900
50. باكستان أصدرت 3,811 منها 2,943 بالأردية
51. لبنان أصدرت 3,686
52. بورما أصدرت 3,660
53. المغرب أصدرت 3,565